# Veyrines-de-Domme
Veyrines-de-Domme település Franciaországban, Dordogne megyében. Lakosainak száma 235 fő (2022. január 1.). Veyrines-de-Domme Allas-les-Mines, Castelnaud-la-Chapelle, Grives, Carves és Cladech községekkel határos.

## Népesség
A település népessége az elmúlt években az alábbi módon változott:
| Lakosok száma | 194  | 199  | 219  | 210  | 223  | 224  | 230  | 231  | 232  | 235  |
|               | 1968 | 1982 | 1990 | 2006 | 2013 | 2015 | 2017 | 2019 | 2020 | 2022 |